# Triggerfinger
Triggerfinger är en sjukdom som innebär att ett finger är svårt att böja och räta ut, ofta tillsammans med viss smärta. Det orsakas av att senan som böjer fingret hakar upp sig, på grund av svullnad eller en senknuta. Sjukdomen behandlas med inflammationsdämpande läkemedel eller operation.